# سري (اسم)
سري هو اسم علم مذكر من أصل عربي، ومعناه هو صاحب المروءة والشرف، السخي في مروءته، وهو مأخوذ من السراة أي الارتفاع والعلو، والسري كذلك السيد الشريف السخي، والسري الجدول.

## الأصل اللغوي

### الأصل اللغوي والمعنى:
1. في اللغة العربية:
  - "سَرِيّ" من الجذر الثلاثي (س ر و)، وهو مشتق من السُّرْو أو السُّؤْدُد، ويعني: الشرف، الرفعة، nobility.
  - يُقال: رجلٌ سَرِيّ، أي شريف، كريم، ذو مقام وعلوّ.
  - في بعض المعاجم يُقابل "السري" بـ "السيد العظيم".
2. في الشعر والبلاغة العربية:
  - استخدم الشعراء والأدباء اسم "السري" لوصف الرجال الكرماء والنبلاء.
  - مثال: هو السريّ إذا سُئل، والحليم إذا غضب.

### ✅ وروده في القرآن الكريم:
- جاء الاسم "سَرِيّ" في القرآن الكريم لكن بصيغة أخرى ومعنى مختلف، في سورة مريم:"فَنَادَاهَا مِن تَحْتِهَا أَلَّا تَحْزَنِي قَدْ جَعَلَ رَبُّكِ تَحْتَكِ سَرِيًّا"   وهنا المقصود بـ سريًّا: جدول ماء صغير، أي نبع ماء جاري.

### من الشعر الجاهلي والإسلامي:
1. قول زهير بن أبي سلمى:

وإنّ سَرى القَومِ لا يُشرى بهمُ
إذا جَلّ سِرّ القَومِ أو ضاقَ مَسعاها
في هذا البيت يشيد زهير بالقادة (السراة)، ويشير إلى أن الشريف في القوم لا يمكن أن يُستبدل أو يُهمل.
1. قول الشاعر الكميت بن زيد (من العصر الأموي):

إذا كنتَ ذا عِرضٍ سَرِيٍّ محافظٍ
فلا تُكثرنّ الشتمَ في الناس تَفْسُدا
يعني: إذا كنت صاحب شرف (عرض) ونسبٍ رفيع، فاحفظ نفسك عن شتم الناس حتى لا تُفسِد مكانتك.
1. قول المتنبي في الفخر:

أنا الذي نظر الأعمى إلى أدبي
وأسمعت كلماتي من به صَمَمُ
الخيلُ والليلُ والبيداءُ تعرفني
والسيفُ والرمحُ والقرطاسُ والقلمُ
سَرَتْ بيَ السُرَى حتى بلغتُ العُلى
فهل تَرى ليَ في العلياءِ من قَدَمِ؟
هنا يلمّح المتنبي إلى أنه بلغ المجد والشرف (السُرَى = الشرفاء، أو الرفعة).

### 📚 من كتب اللغة والأدب:
1. في "لسان العرب" لابن منظور:
  - "السريّ: الشريف، السخي، السيد من الناس، من كان في قومه ذا رفعة ومروءة."
  - "والمرأة السريّة: الكريمة الأصل، الحرة النسب."
2. في "البيان والتبيين" للجاحظ:
  - الجاحظ يستخدم "السُراة" للدلالة على القادة الأشراف، ويقول:"السُراة سادة القوم، لا يصلح الأمر إلا بهم."

### 📝 خلاصة:
اسم "سريّ" ورد كثيرًا في الشعر العربي والأدب بوصفه دالًا على:
- الشرف والعلو
- السؤدد والكرم
- المكانة الرفيعة بين القوم

ويُمدح به الإنسان النبيل الخُلق، العزيز في قومه، الكريم اليد والمقام.  و يا لها من حكمة صادقة رائعة، من شاعر عربي "جاهلي" رائع... هو "صلاءة بن عمرو بن مالك أود"، الملقب بـ"الأفوه الأودي"، لاتساع فمه. كان الأفوه من سادات وفرسان قومه. وكان العرب يعدونه من أبرز الحكماء، كما جاء في كتاب الأغاني للأصفهاني (الجزء 2، ص 198). وله الكثير من القصائد القيمة والأصيلة والخالدة. ومنها: قصيدة "السرّاة" (الحكّام)، التي يضرب بها المثل في الحكمة السياسية، والتي تتحدث عن "إدارة المجتمع" (سياسته)، وكون هذه الإدارة بالغة الأهمية لاجتماع الإنساني، فخيرها يعم، وفسادها يعم أيضاً. ولذا، وجب الحرص على أن تكون هذه الإدارة (القيادة) صالحة، يتولاها الصالحون فقط.  وأبرز أبيات هذه القصيدة، التي تغني عن كتاب بأكمله، في موضوعها، هي:
ألا لا يصلح الناس فوضى، لا سراة لهم

 ولا سراة إذا جهالهم سادوا؟
البيت لا يُبنى إلا له عَمد، ولا عمد إذا لم تُرس أوتاد؟

فإن تجمع أوتاد، وأعمدة يوماً، فقد بلغوا الأمر الذي كادوا؟

## شخصيات تحمل الاسم
- سري أوروبندو (والسياسي الهندي، الفيلسوف، سيد اليوغا والمعلم، 15 أغسطس 1872[3][4][5] – 5 ديسمبر 1950[3][4][5])
- سري السقطي (عابد وزاهد صوفي بغدادي، 772 – 8 سبتمبر 867)
- سري الطمبورجي (1915 – 1956)
- سري ديفيا (25 مايو 1987 – )
- سري سورييا اوندر (7 يوليو 1962 – )
- سري مولياني إندراواتي (عالمة اقتصاد إندونيسية، 26 أغسطس 1962 – )
- سري نسيبة (12 فبراير 1949 – )
- سري واهوني أغوستياني (ربّاعة إندونيسية، 13 أغسطس 1994 – )

## وصلات خارجية
- موسوعة السلطان قابوس لأسماء العرب نسخة محفوظة 5 أبريل 2019 على موقع واي باك مشين.